# Inger Christensenová
Inger Christensenová (16. ledna 1935 Vejle – 2. ledna 2009 Kodaň) byla dánská básnířka. Je považována za přední dánskou básnickou experimentátorku své generace. Psala i eseje, prózu, knihy pro děti a divadelní hry.

## Život
Její otec byl krejčím a matka kuchařkou. Po absolvování gymnázia ve Vejle se přestěhovala do Kodaně a později do Århusu, kde studovala na učitelské škole. Učitelský certifikát získala v roce 1958. Ve stejném období začala publikovat básně v časopise Hvedekorn a byla ovlivněna dánským básníkem a kritikem Poulem Borumem (1934–1996), za kterého se provdala v roce 1959 (rozvedli se v roce 1976). Poté, co v letech 1963 až 1964 učila na Umělecké škole v Holbæku, se začala věnovat psaní na plný úvazek. Vydala v 60. letech dvě ze svých hlavních sbírek, Lys (Světlo, 1962) a Græs (Tráva, 1963), obě zkoumají hranice sebepoznání a roli jazyka ve vnímání. Jejím nejuznávanějším dílem však byla sbírka Det (To, 1969), která zkoumala takřka filozofických způsobem otázku významu. V 60. letech také vydala dva romány, Evighedsmaskinen (1964) a Azorno (1967). Později vydala ještě jednu prózu o italském renesančním malíři Mantegnovi Det malede Værelse (1976). V roce 1978 byla jmenována do Královské dánské akademie. V roce 1994 získala Rakouskou státní cenu za evropskou literaturu. Ve stejném roce obdržela Severskou cenu Švédské akademie.